# Obtusella
Obtusella là một chi ốc biển nhỏ, là động vật thân mềm chân bụng sống ở biển trong họ Rissoidae.

## Các loài
Các loài trong chi Obtusella gồm có:
- Obtusella cây tổng quán sủii (Jeffreys, 1858)[2]: đồng nghĩa của Obtusella intersecta (Wood S., 1857)
- Obtusella erinacea (Linnaeus, 1758)[3]
- Obtusella intersecta (Wood S., 1857)[4]
- Obtusella lata Rolán & Rubio, 1999[5]
- Obtusella macilenta (Monterosato, 1880)[6]
- Obtusella orisparvi Moreno, Peñas & Rolán, 2003[7]
- Obtusella roseotincta (Dautzenberg, 1889)[8]
- Obtusella tumidula (Sars G.O., 1878)[9]